# Como Foot-Ball Club 1912-1913
Questa pagina raccoglie i dati riguardanti il Como Foot-Ball Club nelle competizioni ufficiali della stagione 1912-1913.

## Stagione
Questa fu la prima stagione di attività ufficiale per il club. Fondato nel 1907, il Como aveva assorbito all'inizio del 1912 la sezione calcistica della società studentesca "Minerva", in vista della partecipazione al torneo federale.
La stagione si aprì il 20 ottobre 1912 a Torino, con lo spareggio con il Savona per l'ammissione alla Prima Categoria: i liguri vinsero 1-0 e costrinsero i lariani a disputare il torneo di Promozione.
Durante il campionato, il Como ottenne 7 vittorie, 1 pareggio e subì 8 sconfitte nelle 16 partite complessivamente giocate; segnò 28 gol e ne incassò 31. Sette furono i giocatori andati a rete almeno una volta: il capocannoniere della squadra, Americo Albonico (10 reti), Luzzani (8), Taroni (3), Airoldi, Colonna, Martinelli e Saldarini (1).
Il campionato fu vinto dal Nazionale Lombardia. Malgrado il 5º posto finale, il Como venne ugualmente ammesso alla Prima Categoria 1913-1914.

## Rosa
| N. |                      | Ruolo | Calciatore       |
| -- | -------------------- | ----- | ---------------- |
|    | Italia (bandiera)    | A     | Giuseppe Airoldi |
|    | Argentina (bandiera) | A     | Americo Albonico |
|    | Italia (bandiera)    | C     | Romeo Albonico   |
|    | Italia (bandiera)    | C     | Daniele Colonna  |
|    | Italia (bandiera)    | D     | Raffaele Crispo  |
|    | Italia (bandiera)    | P     | Leopoldo Dotti   |
|    | Italia (bandiera)    | D     | Aldo Gorio       |
|    | Italia (bandiera)    | D     | Francesco Lieto  |
|    | Italia (bandiera)    | C     | Antonio Longatti |
|    | Italia (bandiera)    | C     | Angelo Luzzani   |

| N. |                   | Ruolo | Calciatore         |
| -- | ----------------- | ----- | ------------------ |
|    | Italia (bandiera) |       | Giovanni Marinoni  |
|    | Italia (bandiera) | D     | Tommaso Martelli   |
|    | Italia (bandiera) | A     | Claudio Martinelli |
|    | Italia (bandiera) |       | Minerva            |
|    | Italia (bandiera) |       | Achille Montorfano |
|    | Italia (bandiera) |       | Nipoti             |
|    | Italia (bandiera) | D     | Carlo Piazza       |
|    | Italia (bandiera) | A     | Saldarini          |
|    | Italia (bandiera) | C     | Mario Sartoris     |
|    | Italia (bandiera) | A     | Cesare Taroni      |